# Jardín Botánico de la Universidad Government College de Lahore

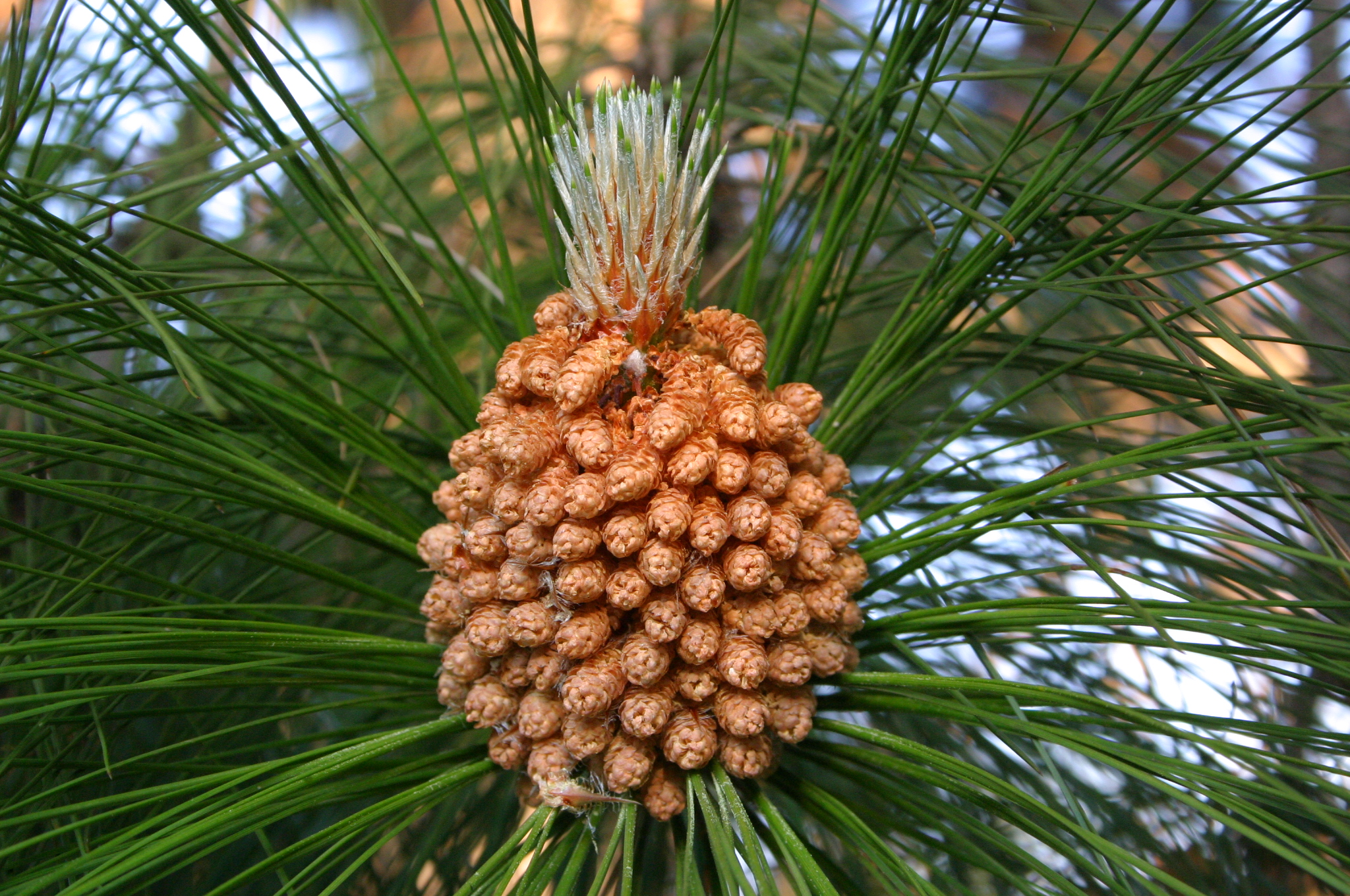
Cono masculino del Pino de los Himalayas (Pinus roxburghii), presente en el jardín botánico.

El Jardín Botánico de la Universidad Government College de Lahore ( en inglés : Government College University Botanic Garden) (GCBG), es un jardín botánico de 15 hectáreas de extensión que está administrado por el Departamento de Botánica de la Universidad Government College de Lahore. Es el jardín botánico más antiguo de Pakistán, pertenece como miembro al BGCI. Su código de reconocimiento internacional como institución botánica, así como las siglas de su herbario es LAHOR.

## Localización
Government College University Lahore, Botanic Garden (GCBG)
Department of Botany, Government College University, Katchery Road
, Lahore, Punjab 54000 Pakistán-Pakistán.31°22′47.9994″N 73°22′47.9994″E / 31.379999833, 73.379999833
- Promedio Anual de Lluvias: 350 mm
- Altitud: 234.00 m s. n. m.
- Área Total Bajo Cristal: 10 metros
- Área Total Bajo Sombra: 20 metros

## Historia
La fecha de su creación en 1912 siendo el primer jardín botánico de Pakistán y el más antiguo.
El jardín botánico de GCU está siendo manejado por el "Departamento de Botánica" desde la fecha de su creación en 1912. Desde su establecimiento, el jardín botánico ha cultivado apropiadamente las especies que alberga y se han conservado bien. 
El Dr. A.U. Khan ha hecho una contribución significativa al departamento publicando un índice de las especies de plantas presentes en el jardín titulado "Catálogo de plantas de la universidad Lahore Garden" (1996).
La universidad Lahore de la GC ha creado el Pakistan Botanic Gardens Network Secretariat (Secretaría de la Red de Jardines Botánicos de Pakistán) (PBGNC) en colaboración con el ministerio del Medioambiente para vincular a todos los jardines botánicos, la conservación y el uso sostenible del patrimonio único del Medioambiente botánico y cultural de Pakistán. El ministro federal para el ambiente Hameed Ullah Jan Afridi fue el principal invitado en la inauguración de la secretaría el 20 de mayo de 2010. 
El Primer seminario del PGBNC trató sobre "conservando y restaurando los remanentes no reconocidos de comunidades naturales de plantas" el Dr. Khalid Aftab vicecanciller de la GCU presidió el seminario que fue marcado por acalorados debates sobre cinco remanentes no reconocidos potenciales de vegetación natural que han sido identificados y caracterizados por los investigadores de PBGNC como hábitat escaso vulnerable a la extinción local.  

## Colecciones
El jardín botánico alberga 700 Accesiones de plantas, con 130 taxones de plantas en cultivos.
Entre sus colecciones especiales destacan :
- Colección de plantas usadas en la enseñanza e investigación de los alumnos de la Universidad.
- Colección de Pteridofitas con Nephrolepis, Pteris, Adiantum etc.
- Arboreto con una colección de Gimnospermas incluyendo cycas (con ambas plantas tanto macho como hembra), Pinus roxburghii, Cupressus, Ginkgo biloba y Araucaria heterophylla,
- Colección de Hidrofitas (12 especies)
- Colección de Cactus
- Colección de Angiospermas, la mayoría de las cuales están sembradas por pre-partición.
- Colección de la comunidad de plantas endémicas de  Punjab.
- Herbario con unos 6000 pliegos.